# SK Laxen
SK Laxen är en svensk simklubb från Halmstad. Träning sker på Sannarpsbadet (vintertid) samt på Simstadion (under sommaren).
Klubben bildades 1932 som en utbrytning ur Halmstads BK, där simning pågått sedan 1919. Laxen har tidigare även haft en framgångsrik gymnastiksektion, denna lades ner 2002 då istället Halmstad RG bildades.
SK Laxen arrangerade SM i simning 1999 och 2007. Laxen-simmaren Mathias Hageneier tog 2008 SM-guld på 50 meter frisim, vilket då var Laxens första SM-guld sedan 1976.